# L'abbaglio
L'abbaglio è un film del 2025 diretto da Roberto Andò. 

## Trama
1860. Giuseppe Garibaldi ha ormai allestito la spedizione dei Mille. A guidarla vi è anche il ferreo tenente colonnello siciliano Vincenzo Orsini, pronto a scontrarsi col suo passato in quanto ex ufficiale borbonico. All'arruolamento delle camicie rosse nei pressi di Quarto si presentano, tra i vari volontari, prima Domenico Tricò, contadino con problemi di zoppia, poi Rosario Spitale, un baro. Entrambi, desiderosi di tornare nella terra natia, nonostante qualche perplessità vengono accettati nell'esercito garibaldino.
Alla prima occasione, cioè con lo sbarco a Marsala, Tricò e Spitale disertano in quanto impauriti dalle azioni militari. Deluso che tale viltà sia stata mostrata da suoi conterranei, Orsini ne strappa i nomi dal registro degli arruolati e non decreta alcuna azione punitiva nei loro confronti. I due soldati improvvisati, fatta amicizia, si rifugiano in un convento dove conoscono la bella suora Assuntina. Sembra andare tutto per il meglio ma un giorno Tricò si accorge che è stato derubato dei suoi risparmi e il caos che ne consegue porta lui e Spitale a essere malamente cacciati. Successivamente trovano alcuni bambini che vivono nel culto di Garibaldi ed esprimono il desiderio di arruolarsi con lui, cosa che fa riflettere molto i due disertori; in seguito, i due ritroveranno in punto di morte uno di quei ragazzini, nel frattempo divenuto camicia rossa e gravemente ferito durante un attacco borbonico.
Dopo la battaglia di Calatafimi, Garibaldi studia un piano: mandare un drappello di soldati verso Corleone così da farlo seguire dall'esercito borbonico mentre lui e il resto delle camicie rosse marcia indisturbato su Palermo. Orsini viene messo a capo di questa spedizione-diversivo giusto in tempo per riammettere ai suoi ordini Tricò e Spitale, trovati lungo la strada. Il colonnello è un forte idealista, che auspica per l'Italia un futuro da nazione onesta e unita di fronte alle difficoltà, tanto che rifiuta l'aiuto di alcuni mafiosi alleatisi con vari benestanti siciliani; arrivato a Corleone per una breve sosta, nonostante la netta inferiorità numerica, le camicie rosse riescono a fermare l'assalto borbonico con astute manovre strategiche, grazie anche al maldestro ma funzionale aiuto di Tricò e Spitale, ma quando lasciano la città essa viene messa a ferro e a fuoco dai soldati inseguitori guidati dal generale von Mechel.
Orsini e i suoi uomini giungono infine a Sambuca, ove si nascondono nell'attesa di una nuova battaglia con i borbonici, non volendo lasciare il paese per paura che venga raso al suolo come accaduto a Corleone. Tricò e Spitale si ricongiungono intanto con Assuntina, che nel frattempo è stata cacciata dalle suore e che confessa di essere stata lei a rubare i risparmi in convento. I due siciliani, quando vedono giungere gli uomini di von Mechel, si improvvisano rispettivamente prete e sindaco della città, rivelano ai borbonici che Garibaldi è intanto arrivato a Palermo, minimizzando così l'importanza di Sambuca, e si offrono in ostaggio per far risparmiare il resto della popolazione, venendo quindi portati via e traendo in salvo gli abitanti del paese e le camicie rosse.
Vent'anni dopo, Orsini continua a cercare Tricò e Spitale per capire se siano ancora vivi. Li trova, infine, in una bisca, intenti a barare al giuoco delle carte ripulendo ignari sfidanti. L'ex colonnello, intuendo la complicità di Assuntina nel loro infido successo, la fa allontanare dalla stanza e comincia inesorabilmente a spennare i suoi ex soldati mentre riflette sul fatto che l'impresa di Garibaldi ha parzialmente costituito un abbaglio in quanto incapace di portare tutto il popolo italiano a lottare onestamente per il proprio futuro.

## Produzione
Il film è stato girato principalmente in Sicilia a Palermo, Erice e altri luoghi dell'isola.

## Distribuzione
Il film è stato distribuito nelle sale cinematografiche italiane il 16 gennaio 2025.

## Accoglienza

### Incassi
Il film ha incassato 3421853 € con 527 165 presenze.

### Critica
Il film è stato accolto bene sui siti di recensioni cinematografiche, con una media di 3/5 su MyMovies e 3,8/5 su Coming Soon.
Su Avanti! Gianmarco Cilento lo definisce "una Iliade dei furbacchioni, un canto gregoriano sull’arte di arrangiarsi, un romanzo sull’ambiguità degli ultimi".